# Норман Тіндейл
Норман Барнетт Тіндейл (англ. Norman Barnett Tindale; 1900-1993) — австралійський археолог, антрополог, етнолог та ентомолог.

## Біографія
Родився у місті Перт, Західна Австралія. У 1907—1915 році його сім'я переїхала до Токіо, де його батько працював бухгалтером у місії Армії Спасіння в Японії. Там Норман відвідував Американську школу в Японії. Сім'я повернулася в Перт в серпні 1917 року, а незабаром після цього переїхала в Аделаїду. У 1919 році Норман почав працювати ентомологом в Музеї Південної Австралії. Тіндейл втратив одне око при вибуху ацетиленового газу під час допомоги батькові з проявленням фотографії. У січні 1919 року він став помічником ентомолога Артура Міллса Лі.
1921—1922 роках здійснив свою першу етнографічну експедицію У Північну Австралії. Він збирав етнографічні та ентомологічні зразки для Музею Південної Австралії. У 1938—1939 разом з Джозефом Бірдселом об'їздив всю Австралію з Гарвардського університету, роблячи антропологічні дослідження різних племен аборигенів.
Під час Другої світової війни служив у розвідці, потім працював аналітиком в Пентагоні.
Після виходу на пенсію після 49 років служби в Музеї Півдеенної Австралії, Тіндейл зайняв посаду викладача в Університеті Колорадо і залишився в Сполучених Штатах до своєї смерті, у віці 93 років, в Пало-Альто, Каліфорнія.